# Les Plus Beaux Villages de Suisse
Les Plus Beaux Villages de Suisse (en allemand : Die schönsten Schweizer Dörfer, en italien : I Borghi più belli della Svizzera) est une association suisse créée en 2015 pour promouvoir, diffuser et préserver le patrimoine culturel, naturel et rural des villages suisses. L'association est fondée sur le modèle français de l'association Les Plus Beaux Villages de France créée en 1982.

## Objectifs
L’association a pour objectifs de :
- préserver et promouvoir les communes, ou une partie d’elles (localité, quartier), membres des plus beaux villages de Suisse ;
- regrouper et rallier sous forme de circuit touristique les communes qui, répondant aux critères établis dans la Charte de qualité approuvée par l’Assemblée, seront classées parmi Les plus beaux villages de Suisse ;
- sensibiliser l’opinion publique nationale et internationale sur l’existence de ces villages et contribuer à définir un label original de qualité pour l’élaboration de nouvelles offres touristiques de valorisation et de promotion ;
- accroître au sein des communes la notion de nécessité de concilier le respect du patrimoine culturel et environnemental avec les besoins de développement économique[2][source insuffisante].

## Historique
Fondée le 20 mars 2015 à Lugano par Kevin Quattropani et Fiorenzo Pichler avec la collaboration de Francesco Cerea, Alexander Powell et Alain Saint-Sulpice.
Chaque année l'association décerne un diplôme du mérite à une commune suisse pour son engagement :
- en 2016, le prix du mérite a été attribué au village de Riva San Vitale[3] dans le canton du Tessin ;
- en 2017, le prix du mérite a été attribué au village de Grandson[4] dans le canton de Vaud ;
- en 2021, le prix du mérite a été attribué au village de Trogen[5] dans le canton d'Appenzell Rhodes-Extérieures ;
- en 2022, le prix du mérite a été attribué au village de Cabbio[6] dans le canton du Tessin.

Depuis le 9 juin 2017, Les Plus Beaux Villages de Suisse sont membres associés de l'association internationale Les Plus Beaux Villages de la Terre.
Le 14 mai 2018, en présence du conseiller aux États Filippo Lombardi, le livre J'aime la Suisse et ses Villages, qui représente les plus beaux villages de Suisse avec environ 200 aquarelles originales de l'artiste Daniel Lanoux, fut présenté.
Le 1er août 2019, l'application officielle pour iOS et Android a été lancée à l'occasion de la Fête Nationale Suisse sous le nom de « Beaux Villages ».
Le 17 octobre 2019, un village de la Principauté du Liechtenstein a rejoint l'association suisse.
Le 3 juin 2021, le guide Les plus beaux villages de Suisse, avec une préface du conseiller fédéral Ignazio Cassis, a été publié par les Éditions Favre, illustrant les 43 villages membres de l'association.

## Villages adhérents
En janvier 2023, l'association compte 48 villages : 19 en Suisse romande, 7 en Suisse italienne, 17 en Suisse alémanique, 4 en Suisse romanche et 1 dans la Principauté de Liechtenstein.
| Suisse Romande (19)              | Suisse Romande (19) | Suisse Romande (19)          |
| Village                          | Photo               | Canton                       |
| -------------------------------- | ------------------- | ---------------------------- |
| Avenches                         |                     | Vaud                         |
| Bursins                          |                     | Vaud                         |
| Dardagny                         |                     | Genève                       |
| Evolène                          |                     | Valais                       |
| Grandson                         |                     | Vaud                         |
| Grandvillard                     |                     | Fribourg                     |
| Grimentz                         |                     | Valais                       |
| Gruyères                         |                     | Fribourg                     |
| La Neuveville                    |                     | Berne                        |
| Le Landeron                      |                     | Neuchâtel                    |
| Moudon                           |                     | Vaud                         |
| Porrentruy                       |                     | Jura                         |
| Romainmôtier                     |                     | Vaud                         |
| Rougemont                        |                     | Vaud                         |
| Saillon                          |                     | Valais                       |
| Saint-Saphorin                   |                     | Vaud                         |
| Saint-Ursanne                    |                     | Jura                         |
| Valangin                         |                     | Neuchâtel                    |
| Yvorne                           |                     | Vaud                         |
| Suisse alémanique (17)           |                     |                              |
| Village                          | Photo               | Canton                       |
| Aarburg                          |                     | Argovie                      |
| Albinen                          |                     | Valais                       |
| Bremgarten                       |                     | Argovie                      |
| Büren an der Aare                |                     | Berne                        |
| Diessenhofen                     |                     | Thurgovie                    |
| Erlach                           |                     | Berne                        |
| Ernen                            |                     | Valais                       |
| Gersau                           |                     | Schwytz                      |
| Grüningen                        |                     | Zurich                       |
| Hospental                        |                     | Uri                          |
| Lichtensteig                     |                     | Saint-Gall                   |
| Luthern                          |                     | Lucerne                      |
| Niedergesteln                    |                     | Valais                       |
| Schwellbrunn                     |                     | Appenzell Rhodes-Extérieures |
| Simplon Dorf                     |                     | Valais                       |
| Splügen                          |                     | Grisons                      |
| Trogen                           |                     | Appenzell Rhodes-Extérieures |
| Suisse italienne (6)             |                     |                              |
| Village                          | Photo               | Canton                       |
| Ascona                           |                     | Tessin                       |
| Bosco/Gurin                      |                     | Tessin                       |
| Giornico                         |                     | Tessin                       |
| Morcote                          |                     | Tessin                       |
| Muggio                           |                     | Tessin                       |
| Poschiavo                        |                     | Grisons                      |
| Soglio                           |                     | Grisons                      |
| Suisse romanche (4)              |                     |                              |
| Village                          | Photo               | Canton                       |
| Bergün                           |                     | Grisons                      |
| Brigels                          |                     | Grisons                      |
| Madulain                         |                     | Grisons                      |
| Tschlin                          |                     | Grisons                      |
| Principauté de Liechtenstein (1) |                     |                              |
| Village                          | Photo               |                              |
| Triesenberg                      |                     |                              |